# Drage (kinesisk)
 For alternative betydninger, se drage. (Se også artikler, som begynder med drage)
En kinesisk drage (龍, i pinyin: lóng eller 龙, som er et nutidigt tegn) også kendt som kinesisk lung er et mytologisk væsen der ligner en slags slange med løvehoved. Er god, et lykkedyr.
I Asien er den et symbol for magt og anvendes som emblem af kejserlige familier.
Kineserne har altid forbundet Dragen med ædelmodighed, legemlig styrke, succes og tryghed. 
Kongelige værdighedstegn viser især i Manchu-dynastiet (1644-1912) ofte dragebilleder. 
Kejserens drage havde fem kløer,
Prinsernes drager havde fire
og adelsmændenes havde kun tre kløer.
Traditionelt var de kinesiske drager også forbundet med forårets frugtbare regn. Således kom dragen til at symbolisere regn og oversvømmelse, og man mente, at den levede i dybe søer og floder.
Den kinesiske drage ligger langt fra det ildsprudende uhyre, der er de vestlige legenders drage. Tværtimod er den kinesiske drage et af de fire menneskekærlige, åndelige dyr (de andre er enhjørningen, Fugl Føniks og skildpadden), og kineserne betragter dette ædle og stolte dyr som deres vigtigste symbol på lykke og held.